# باغ غلبن
باغ غلبن (بالفارسية: باغ گلبن) هي قرية تقع في غلستان في إيران. يقدر عدد سكانها بـ 892 نسمة بحسب إحصاء 2016.